# Världsmästerskapen i alpin skidsport 2005
Världsmästerskapen i alpin skidsport 2005 arrangerades i Bormio och Santa Caterina di Valfurva i Italien 28 januari–13 februari 2005.

## Medaljsummering
| Gren                     | Guld | Silver                                                                                                   | Brons |
| Slalom herrar            | Benjamin Raich, Österrike                                                                                | Rainer Schönfelder, Österrike                                                                            | Giorgio Rocca, Italien                                                                                                 |
| Storslalom herrar        | Hermann Maier, Österrike                                                                                 | Benjamin Raich, Österrike                                                                                | Daron Rahlves, USA |
| Super-G herrar           | Bode Miller, USA                                                                                         | Michael Walchhofer, Österrike                                                                            | Benjamin Raich, Österrike                                                                                              |
| Störtlopp herrar         | Bode Miller, USA                                                                                         | Daron Rahlves, USA                                                                                       | Michael Walchhofer, Österrike                                                                                          |
| Alpin kombination herrar | Benjamin Raich, Österrike                                                                                | Aksel Lund Svindal, Norge                                                                                | Giorgio Rocca, Italien                                                                                                 |
| Slalom damer             | Janica Kostelić, Kroatien                                                                                | Tanja Poutiainen, Finland                                                                                | Sarka Zahrobska, Tjeckien                                                                                              |
| Storslalom damer         | Anja Pärson, Sverige                                                                                     | Tanja Poutiainen, Finland                                                                                | Julia Mancuso, USA |
| Super-G damer            | Anja Pärson, Sverige                                                                                     | Lucia Recchia, Italien                                                                                   | Julia Mancuso, USA |
| Störtlopp damer          | Janica Kostelić, Kroatien                                                                                | Elena Fanchini, Italien                                                                                  | Renate Götschl, Österrike                                                                                              |
| Alpin kombination damer  | Janica Kostelić, Kroatien                                                                                | Anja Pärson, Sverige                                                                                     | Marlies Schild, Österrike                                                                                              |
| Lag                      | Tyskland Florian Eckert Andreas Ertl Felix Neureuther Monika Bergmann-Schmuderer Martina Ertl Hilde Gerg | Österrike Benjamin Raich Rainer Schönfelder Michael Walchhofer Renate Götschl Nicole Hosp Kathrin Zettel | Frankrike Pierrick Bourgeat Jean-Pierre Vidal Ingrid Jacquemod Carole Montillet-Carles Christel Pascal Laure Pequegnot |

## Medaljligan
| Plats | Land      | Guld | Silver | Brons | Totalt |
| ----- | --------- | ---- | ------ | ----- | ------ |
| 1     | Österrike | 3    | 4      | 4     | 11     |
| 2     | Kroatien  | 3    | 0      | 0     | 3      |
| 3     | USA       | 2    | 1      | 3     | 6      |
| 4     | Sverige   | 2    | 1      | 0     | 3      |
| 5     | Tyskland  | 1    | 0      | 0     | 1      |
| 6     | Italien   | 0    | 2      | 2     | 4      |
| 7     | Finland   | 0    | 2      | 0     | 2      |
| 8     | Norge     | 0    | 1      | 0     | 1      |
| 9     | Tjeckien  | 0    | 0      | 1     | 1      |
| 10    | Frankrike | 0    | 0      | 1     | 1      |